# New Polzeath

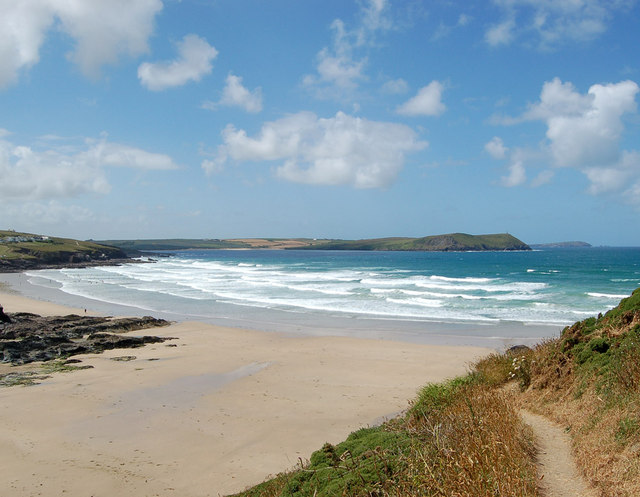
Spiaggia a New Polzeath

New Polzeath (in lingua cornica: Polsegh Nowyth) è una località balneare della costa settentrionale della Cornovaglia (Inghilterra sud-occidentale), situata lungo l'estuario sull'Oceano Atlantico del fiume Camel. Dal punto di vista amministrativo, si tratta di una frazione della parrocchia civile di St Minver.

## Etimologia
Il toponimo in lingua cornica Polsegh (da cui: Polzeath) significa "torrente asciutto". L'aggettivo new/nowyth, cioè "nuovo/a" è stato aggiunto per distinguere il villaggio dalla dirimpettaia località "gemella" di Polzeath.

## Geografia fisica

### Collocazione
New Polzeath si trova tra Newquay e Tintagel (rispettivamente a nord/nord-est della prima e a sud/sud-ovest della seconda) e ad ovest di Port Isaac, a circa 12 km a nord di Wadebridge e ad est/nord-est di Polzeath (da cui dista circa 2,5 km).

## Storia
In epoca vittoriana e più precisamente nel 1898 fu realizzata a New Polzeath l'Atlantic Terrace.
Negli anni sessanta del XX secolo, furono costruite numerose case a New Polzeath, così come nei vicini villaggi di Polzeath e Trebetherick.

## Galleria d'immagini

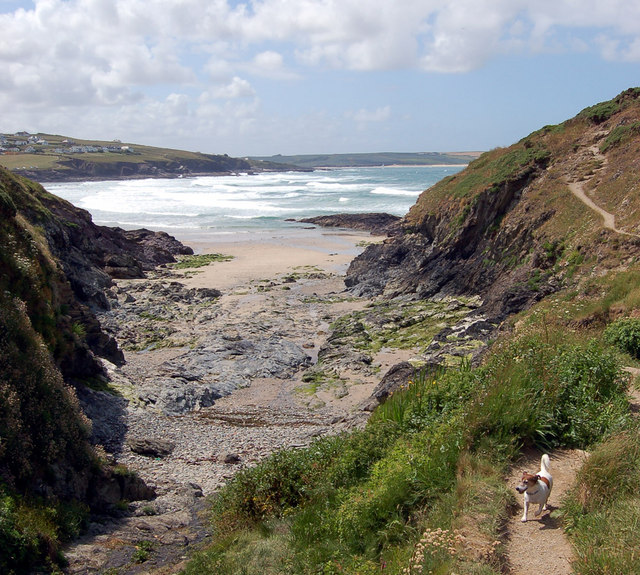
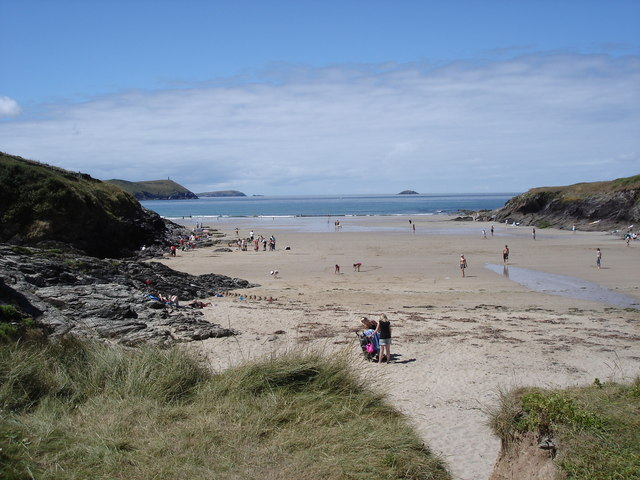
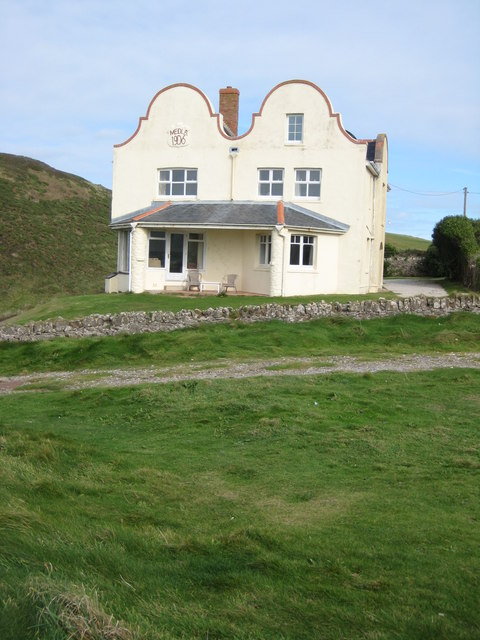

## Luoghi d'interesse
- Pentireglaze[5], con la miniera di Pentireglaze[6]